# 알렉상드르 튀페르

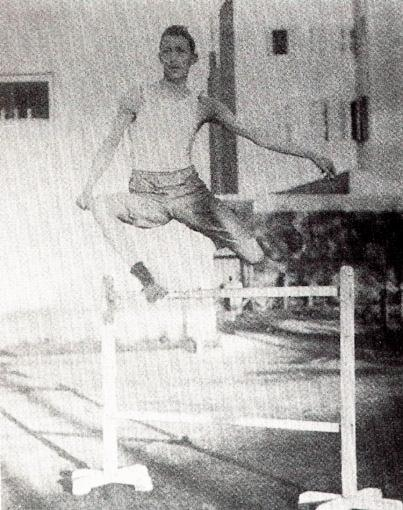

알렉상드르 투페르(프랑스어: Alexandre Tuffère, 또는 알렉상드르 튀페리) 혹은 알렉산드로스 투페리스(그리스어: Αλέξανδρος Τουφερής, 1876년 6월 8일 ~ 1958년 3월 14일)는 아테네에서 나고 자란 그리스계 프랑스인 육상 선수이었다. 그는 자신의 고향인 아테네에서 열린 1896년 하계 올림픽에 프랑스의 국기를 달고 참가했으나 국가 신기록을 몇 개 내기도 했다.
투페르는 1위인 미국의 제임스 코놀리의 기록(13.71m)에 비해 1m가량 뒤진 12.70m의 기록으로 2위를 차지했다.
투페르는 멀리뛰기에 참가한 9명의 선수였으나 그의 기록에 대해 알 수 있는 것은 그가 상위 4명에 들지 못했다는 것 뿐이다.
그는 파리에서 열린 1900년 하계 올림픽의 세단뛰기에도 참가했고 6위의 성적을 냈다. 1906년에 그리스에서 열린 중간 올림픽에도 참가했다.
1940년 11월에 아테네에서 살고 있던 투페리는 자유 프랑스 운동의 지지자가 만든 드골주의자 당(Gaullist Party)의 당수로 지명되었다. 그러나 그 당시에 카이로에 있었던 조르주 카트루가 애초에 지명했던 진정한 리더는 옥타베 멜리어(Octave Merlier)였다.